# ミスジリュウキュウスズメダイ属
ミスジリュウキュウスズメダイ属 (学名：Dascyllus) は、スズメダイ科の下位分類群のひとつ。
11種が知られ、おもにインド太平洋の熱帯地方に分布する。浅い海の珊瑚礁に生息する。

## 概要
背鰭は棘条11-12本、軟条11-16本で構成される。臀鰭は棘条2本、軟条11-15本で構成される。胸鰭は軟条17-21本で構成される。側線鱗は15-20個。
歯は円錐形で、前方は比較的大きく、後方は細い。大きな歯の後方に小さな絨毛状の歯がある。
鰓蓋縁は鋸歯状になり、尾鰭の背側基部と腹側基部には2つの突起がある。

## 分類
2023年現在、11種が属する。日本からは4種が知られる。
- Dascyllus abudafur (Forsskål, 1775) (Indian Ocean humbug)
- Dascyllus albisella T. N. Gill, 1862 (Hawaiian dascyllus)
- Dascyllus aruanus ミスジリュウキュウスズメダイ (Linnaeus, 1758) (whitetail dascyllus)
- Dascyllus auripinnis J. E. Randall & H. A. Randall, 2001
- Dascyllus carneus J. G. Fischer, 1885 (cloudy dascyllus)
- Dascyllus flavicaudus H. A. Randall & G. R. Allen, 1977 (yellowtail dascyllus)
- Dascyllus marginatus (Rüppell, 1829) (marginate dascyllus)
- Dascyllus melanurus ヨスジリュウキュウスズメダイ Bleeker, 1854 (blacktail humbug)
- Dascyllus reticulatus フタスジリュウキュウスズメダイ (J. Richardon, 1846) (reticulate dascyllus)
- Dascyllus strasburgi Klausewitz, 1960 (Strasburg's dascyllus)
- Dascyllus trimaculatus ミツボシクロスズメダイ (Rüppell, 1829) (threespot dascyllus)